# Echinocarididae
De Echinocarididae zijn een familie van uitgestorven kreeftachtigen uit de klasse van de Malacostraca (hogere kreeftachtigen).

## Onderfamilie
- Echinocaridinae Clarke in Zittel, 1900 †